# Мората, Альваро
А́льваро Бо́рха Мора́та Марти́н (исп. Álvaro Borja Morata Martín, испанское произношение: [ˈalβaɾo moˈɾata]; род. 23 октября 1992, Мадрид) — испанский футболист, нападающий клуба «Милан», выступающий на правах аренды за клуб «Комо». Капитан сборной Испании. Двукратный чемпион Европы среди молодёжных команд (2011, 2013). Чемпион Европы 2024 года. Четвёртый бомбардир в истории сборной Испании.

## Клубная карьера

### «Реал Мадрид»
В 2008 году «Реал Мадрид» подписал его из молодёжной команды «Хетафе», и он начал выступать за «Хувениль С». В ноябре 2009 он чередовал выступление за все «Хувенили» (А, B и С) и «Реал Мадрид С». В июле 2010 года, после успешного сезона с «Хувенилем А», выигравшим два молодёжных титула и забив при этом 34 гола, он был переведён в «Реал Мадрид Кастилья». Позже главный тренер «Реала» Жозе Моуринью взял его в турне по США вместе с четырьмя его одноклубниками.
15 августа 2010 года Мората дебютировал в «Реал Мадрид Кастилья» в товарищеском матче с «Алькорконом» (1:0). В Лиге он дебютировал 29 августа 2010 года в матче с «Корушо» (3:2), первый гол он забил 31 октября в матче с «Алькалой» (1:1).
12 декабря 2010 года Мората дебютировал в первой команде «Реала», заменив на 89-й минуте Анхеля Ди Марию в матче с «Сарагосой» (3:1). Десять дней спустя Мората дебютировал в Кубке Короля, выйдя на замену на 77-й минуте в матче с «Леванте» (8:0). В январе 2011 года, после травмы Гонсало Игуаина, испанские СМИ определили его в основной состав. Однако Моуринью отказался от этого выбора. В этот период Мората забил 5 мячей в 4-х матчах подряд, но клуб заключил контракт с Эммануэлем Адебайором. 13 февраля он сделал свой первый хет-трик в карьере в матче с «Депортиво B» (7:1). В 2012 году был переведён в первую команду «Реала».
23 июня Marca сообщила, что Альваро Мората станет первым «приобретением» главной команды мадридского «Реала». Жозе Моуринью решил отдать одно из 25 мест в первой команде воспитаннику клуба. Проведя два полноценных сезона в «Кастилье», Мората доказал свою состоятельность тренерскому штабу и самому Моуринью. Одна из главных причин перевода Мораты — многосторонность футболиста. В предыдущем сезоне Альваро играл на позиции центрального форварда, реже — плеймекера и левого полузащитника. Итоговый результат Мораты — 17 голов за сезон.
Мората начал новый сезон со 2-го тура, выйдя на замену против своей бывшей команды «Хетафе», но помочь своему нынешнему клубу не смог. В матче 11-го тура против «Леванте» Мората вышел на замену и первым же касанием мяча забил решающий гол на 84-й минуте, тем самым выведя свою команду вперёд со счётом 2:1. В матче 26-го тура с «Барселоной» Мората играл на позиции вингера, а после его передачи счёт открыл Карим Бензема. Матч выиграли мадридцы со счётом 2:1.
Уже после ухода Моуринью, когда команду возглавил Карло Анчелотти, Альваро Мората стал играть за «сливочных» гораздо чаще. 19 марта 2014 года забил свой первый мяч в Лиге чемпионов: это событие произошло в матче 1/8 финала против немецкого клуба «Шальке 04», игра завершилась со счётом 3:1 в пользу «Реала».

### «Ювентус»

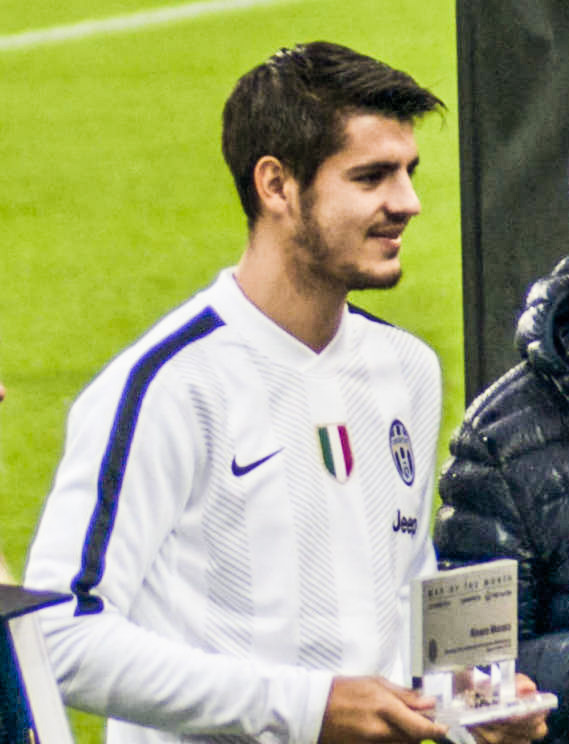
Альваро в «Ювентусе» в 2014 году

19 июля 2014 года итальянский «Ювентус» официально объявил о подписании пятилетнего контракта с Альваро Моратой. Мадридский «Реал» при этом получил 20 миллионов евро, которые должны были быть выплачены в течение трёх лет. Сделка также включала в себя опцию контр-выкупа испанским клубом на сумму не более 30 миллионов евро после сезонов 2015/16 или 2016/17. Данная сумма рассчитывалась на основании показателя сыгранных Моратой матчей в течение данного периода.
Альваро Мората признался, что переход в «Ювентус» стал для него «выбором сердца»: «Я перешёл в этот клуб, так как он является одним из величайших в Европе и мире и, безусловно, самым лучшим в Италии. Я выбрал этот клуб, потому что они долго следили за мной и проявляли свой интерес ко мне. Это — великолепный клуб, и здесь я могу преуспеть.»
Первоначально Мората не являлся основным игроком «старой синьоры», однако к середине сезона ему удалось стать крепким игроком стартового состава команды. Особенно ярко испанец проявил себя в плей-офф Лиги чемпионов, в полуфинальных матчах которой ему удавалось в обоих матчах поразить ворота своего родного клуба — «Реала». В финале турнира Мората также отметился забитым мячом, поразив ворота другого испанского клуба, «Барселоны», однако победа со счётом 1:3 осталась за каталонцами. Второй сезон в «Ювентусе» Альваро начинал в качестве лидера атак команды и помог ей завоевать «золотой дубль», в финале Кубка Италии против «Милана» на свой счёт он записал единственный и ставший победным гол.
Однако в чемпионатах Италии его результативность была достаточно средней: за два сезона испанец смог забить лишь пятнадцать мячей.

### Возвращение в «Реал Мадрид»
21 июня 2016 года «Реал» вернул Морату из «Ювентуса». Мадридцы воспользовались опцией, которая позволяла им купить проданного ранее в Турин игрока за 32 млн евро. В команде Мората получил 21-й номер. Вернувшись в «Реал», он не получил статус основного игрока, однако на поле появлялся регулярно, как с первых минут, так и выходя на замену по ходу матчей. По итогам сезона 2016/17 Мората стал вторым бомбардиром команды после Криштиану Роналду, забив в общей сложности 20 мячей и внеся значительный вклад в завоевание титула чемпиона Испании и победы в Лиге чемпионов (где со счётом 4:1 был обыгран бывший клуб Мораты, «Ювентус»).

### «Челси»
21 июля 2017 года он перешёл в лондонский «Челси». Контракт подписан на 5 лет. По информации Sky Sports, сумма трансфера составила 70 млн фунтов.
Я был очень счастлив и удивлен. Меня встречала восторженная толпа фанатов. Я раздал несколько автографов и много фотографировался с фанатами. Это мое первое путешествие с "Челси" и я горжусь, что у меня уже такая поддержка.
12 августа в поединке против «Бернли» он дебютировал в Премьер-лиге. В этом же поединке забил свой первый гол за «Челси». 23 сентября 2017 года в матче против «Сток Сити» оформил свой первый хет-трик за «Челси».

### «Атлетико»

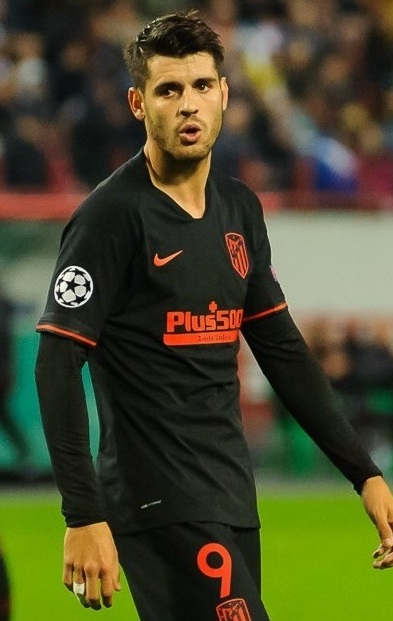
Мората в составе «Атлетико» в 2019 году

28 января 2019 года «Атлетико Мадрид» объявил о переходе Мораты, незадолго до этого игрок успел пройти медосмотр. Согласно контракту, «матрасники» арендовали его на 18 месяцев. Сумма аренды составила € 7,5 млн, после чего «Атлетико» может воспользоваться правом выкупа Мораты за € 45 млн.
В феврале 2019 года дебютировал за «Атлетико» в выездном матче против «Бетиса», выйдя в стартовом составе, а также сыграл в двух домашних матчах против своих бывших команд («Реала» и «Ювентуса», соответственно), отметившись в каждом из них забитыми мячами, отменёнными главными арбитрами встреч после просмотра видеоповторов.
1 июля 2020 года перешел в клуб на постоянной основе.

### Возвращение в «Ювентус»
22 сентября 2020 года прибыл в Турин, где прошёл медосмотр и подписал контракт с клубом. «Ювентус» арендовал игрока на один сезон за 9 млн евро с правом выкупа контракта за 45 млн или продления аренды ещё на один сезон. В сезоне 2020/21 сыграл в чемпионате 32 матча и забил 11 мячей. В Лиге чемпионов в 8 матчах забил 6 мячей.

### Возвращение в «Атлетико»
В летнее трансферное окно 2022 года вернулся в Атлетико. В 1-м туре нового чемпионата Испании Альваро отметился дублем в игре против «Хетафе». В сезоне 2022/23 забил 13 мячей в 36 матчах чемпионата Испании. Это лучший для него результат с сезона 2016/17.

### «Милан»
19 июля 2024 года Мората подписал контракт с итальянским «Миланом» до 30 июня 2028 года с возможностью продления ещё на один год. «Милан» выплатит 13 миллионов евро отступных за футболиста. Он дебютировал в итальянском клубе 17 августа, выйдя на замену и забив гол в матче против «Торино», который завершился вничью со счётом 2:2. В январе 2025 отдан в аренду в «Галатасарай», лидирующий на тот момент в чемпионате Турции. 12 августа 2025 года был арендован клубом «Комо» до конца сезона 2025/26.

## Карьера в сборной

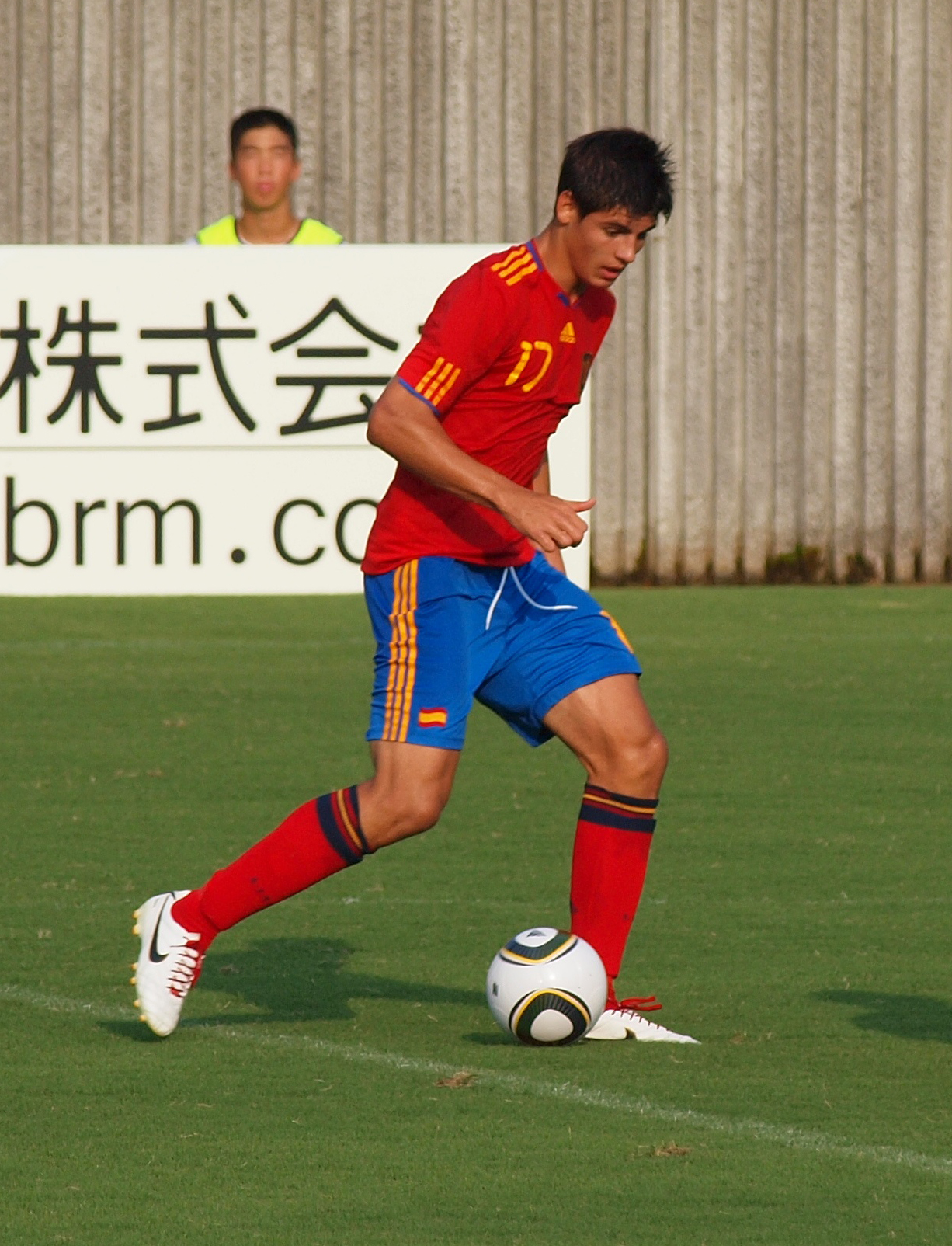
Мората в 2010 году в сборной Испании U-19

Мората выступал за различные юношеские и молодёжные сборные Испании. В 2009 году Мората был вызван на молодёжный чемпионат мира до 17 лет, там он провёл 4 матча и забил 2 гола. RFEF вызвала его на международный турнир до 19 лет в Японии. На этом турнире его команда заняла второе место после Японии. В 2013 году Альваро отправился на чемпионат Европы до 21 года, который прошёл в Израиле с 5 по 18 июня 2013 года. На этом чемпионате Мората стал лучшим бомбардиром, записав на свой счет 4 мяча и одну голевую передачу. Молодёжная сборная Испании стала чемпионом Европы, обыграв в финале сборную Италии со счетом 4:2. Мората забил по мячу во всех матчах турнира, кроме финала.
15 ноября 2014 года состоялся дебют Мораты за национальную сборную Испании: он вышел на замену в матче со сборной Беларуси. 27 марта 2015 года забил первый гол за сборную, поразив ворота сборной Украины.
На Евро-2016 был игроком стартового состава сборной и забил на турнире три мяча — два в ворота Турции и один в ворота Хорватии. В матче 1/8 финала против Италии вышел в стартовом составе и сыграл 70 минут, испанцы уступили Италии (0:2).
В 2018 году тренер Хулен Лопетеги не включил его в состав сборной Испании на чемпионат мира в России.
26 марта 2019 года забил два мяча в ворота сборной Мальты в отборочном матче Евро-2020, это были первые за 1,5 года голы Мораты за сборную.
На Евро-2020 забил сборной Польши (1:1) на групповой стадии, а в следующем матче не реализовал пенальти в ворота сборной Словакии при счёте 0:0, что не помешало испанцам крупно выиграть (5:0). В матче 1/8 финала против сборной Хорватии в первом дополнительном тайме забил победный мяч (5:3). В полуфинале в матче против Италии (1:1) забил мяч, но по итогам Испания проиграла по пенальти.
На чемпионате мира 2022 года в Катаре Мората в первом матче забил последний мяч в ворота Коста-Рики (7:0), а во втором матче забил единственный мяч испанцев в игре против Германии (1:1). Этот гол стал 29-м для Мораты в составе сборной Испании, он догнал Фернандо Йерро и вошёл в топ-5 лучших бомбардиров. 1 декабря вышел в стартовом составе и забил единственный мяч испанцев в последнем матче групповой стадии против Японии (1:2). Таким образом, он забил по мячу во всех трёх матчах групповой стадии чемпионата мира.
8 сентября 2023 года впервые сделал хет-трик в составе сборной Испании, трижды забив в ворота сборной Грузии в Тбилиси на стадионе «Динамо» в отборочном матче Евро-2024 (7:1). Это был первый хет-трик футболиста сборной Испании в матче на выезде с октября 2012 года, когда Педро забил три мяча команде Беларуси.
На Евро-2024 в Германии забил мяч в ворота Хорватии на групповой стадии. 14 июля был капитаном сборной Испании в победном финале против команды Англии (2:1). Мората провёл на поле 68 минут и был заменён на Микеля Оярсабаля, который забил победный мяч на 86-й минуте.

## Достижения

### Командные
«Реал Мадрид»
- Чемпион Испании (2): 2011/12, 2016/17
- Обладатель Кубка Испании (2): 2010/11, 2013/14
- Победитель Лиги чемпионов УЕФА (2): 2013/14, 2016/17
- Обладатель Суперкубка УЕФА: 2016
- Победитель Клубного чемпионата мира: 2016

«Ювентус»
- Чемпион Италии (2): 2014/15, 2015/2016
- Обладатель Кубка Италии (3): 2014/15, 2015/16, 2020/21
- Обладатель Суперкубка Италии (2): 2015, 2020

«Челси»
- Обладатель Кубка Англии: 2017/18
- Победитель Лиги Европы УЕФА: 2018/19

«Милан»
- Обладатель Суперкубка Италии: 2024

«Галатасарай»
- Чемпион Турции: 2024/25
- Обладатель Кубка Турции: 2024/25

Сборная Испании
- Чемпион Европы: 2024
- Победитель Лиги наций УЕФА: 2022/23
- Бронзовый призёр молодёжного чемпионата мира: 2009
- Чемпион Европы среди игроков до 19 лет: 2011
- Чемпион Европы среди игроков до 21 года: 2013

### Личные
- Лучший бомбардир чемпионата Европы до 19 лет: 2011 (6 голов)
- Лучший бомбардир чемпионата Европы до 21 года: 2013 (4 гола)
- Входит в состав символической сборной Лиги чемпионов: 2014/15
- Рекордсмен сборной Испании по количеству голов на чемпионатах Европы: 7 голов

## Личная жизнь
Мората родился в Мадриде. Он — сын Сусаны Мартин и Альфонсо Мораты. Его отец активно участвует в переговорах о трансфере вместе с агентом Мораты Хуанмой Лопесом.
В марте 2014 года Мората сбрил все волосы в знак солидарности с больными детьми, заявив, что «дети, больные раком, хотели постричь меня, но не могли, поэтому я сделал себе сам».
10 декабря 2016 года обручился со своей девушкой, итальянкой Элис Кампелло и женился в Венеции 17 июня 2017 года. Их сыновья-близнецы Алессандро и Леонардо родились 29 июля 2018 года, и Мората сменил номер своей формы в «Челси» с 9 на 29 в их честь. 29 сентября 2020 года у пары родился третий сын Эдоардо. 9 января 2023 года у пары родилась первая дочь Белла. Альваро Мората после победы на Евро-2024 и перехода в «Милан» расстался с супругой Элис Кампелло.

## Статистика выступлений

### Клубная
| Выступление            | Выступление         | Выступление      | Лига | Лига | Кубки | Кубки | Еврокубки | Еврокубки | Остальные | Остальные | Итого | Итого |
| Клуб                   | Лига                | Сезон            | Игры | Голы | Игры  | Голы  | Игры      | Голы      | Игры      | Голы      | Игры  | Голы  |
| ---------------------- | ------------------- | ---------------- | ---- | ---- | ----- | ----- | --------- | --------- | --------- | --------- | ----- | ----- |
| Реал Мадрид Кастилья → | Сегунда / Сегунда В | 2010/11          | 28   | 15   | 0     | 0     | 0         | 0         | 0         | 0         | 28    | 15    |
| Реал Мадрид Кастилья → | Сегунда / Сегунда В | 2011/12          | 37   | 18   | 0     | 0     | 0         | 0         | 0         | 0         | 37    | 18    |
| Реал Мадрид Кастилья → | Сегунда / Сегунда В | 2012/13          | 18   | 12   | 0     | 0     | 0         | 0         | 0         | 0         | 18    | 12    |
| Реал Мадрид Кастилья → | Итого               | Итого            | 83   | 45   | 0     | 0     | 0         | 0         | 0         | 0         | 83    | 45    |
| Реал Мадрид            | Примера             | 2010/11          | 1    | 0    | 1     | 0     | 0         | 0         | 0         | 0         | 2     | 0     |
| Реал Мадрид            | Примера             | 2011/12          | 1    | 0    | 0     | 0     | 0         | 0         | 0         | 0         | 1     | 0     |
| Реал Мадрид            | Примера             | 2012/13          | 12   | 2    | 2     | 0     | 1         | 0         | 0         | 0         | 15    | 2     |
| Реал Мадрид            | Примера             | 2013/14          | 23   | 8    | 6     | 0     | 5         | 1         | 0         | 0         | 34    | 9     |
| Реал Мадрид            | Итого               | Итого            | 37   | 10   | 9     | 0     | 6         | 1         | 0         | 0         | 52    | 11    |
| Ювентус                | Серия А             | 2014/15          | 29   | 8    | 4     | 2     | 12        | 5         | 1         | 0         | 46    | 15    |
| Ювентус                | Серия А             | 2015/16          | 34   | 7    | 5     | 3     | 8         | 2         | 0         | 0         | 47    | 12    |
| Ювентус                | Итого               | Итого            | 63   | 15   | 9     | 5     | 20        | 7         | 1         | 0         | 93    | 27    |
| Реал Мадрид            | Примера             | 2016/17          | 26   | 15   | 5     | 2     | 9         | 3         | 3         | 0         | 43    | 20    |
| Реал Мадрид            | Итого               | Итого            | 26   | 15   | 5     | 2     | 9         | 3         | 3         | 0         | 43    | 20    |
| Челси                  | Премьер-лига        | 2017/18          | 31   | 11   | 9     | 3     | 7         | 1         | 1         | 0         | 48    | 15    |
| Челси                  | Премьер-лига        | 2018/19          | 16   | 5    | 3     | 2     | 4         | 2         | 1         | 0         | 24    | 9     |
| Челси                  | Итого               | Итого            | 47   | 16   | 12    | 5     | 11        | 3         | 2         | 0         | 72    | 24    |
| Атлетико Мадрид →      | Примера             | 2018/19          | 15   | 6    | 0     | 0     | 2         | 0         | 0         | 0         | 17    | 6     |
| Атлетико Мадрид →      | Примера             | 2019/20          | 34   | 12   | 2     | 1     | 8         | 3         | 0         | 0         | 44    | 16    |
| Атлетико Мадрид →      | Итого               | Итого            | 49   | 18   | 2     | 1     | 10        | 3         | 0         | 0         | 61    | 22    |
| Ювентус →              | Серия А             | 2020/21          | 32   | 11   | 4     | 3     | 8         | 6         | 0         | 0         | 44    | 20    |
| Ювентус →              | Серия А             | 2021/22          | 35   | 9    | 6     | 1     | 7         | 2         | 0         | 0         | 48    | 12    |
| Ювентус →              | Итого               | Итого            | 67   | 20   | 10    | 4     | 15        | 8         | 0         | 0         | 92    | 32    |
| Атлетико Мадрид        | Примера             | 2022/23          | 36   | 13   | 4     | 2     | 5         | 0         | 0         | 0         | 45    | 15    |
| Атлетико Мадрид        | Примера             | 2023/24          | 32   | 15   | 6     | 1     | 10        | 5         | 0         | 0         | 48    | 21    |
| Атлетико Мадрид        | Итого               | Итого            | 68   | 28   | 10    | 3     | 15        | 5         | 0         | 0         | 93    | 36    |
| Милан                  | Серия А             | 2024/25          | 16   | 5    | 0     | 0     | 7         | 1         | 2         | 0         | 25    | 6     |
| Милан                  | Итого               | Итого            | 16   | 5    | 0     | 0     | 7         | 1         | 2         | 0         | 25    | 6     |
| Галатасарай →          | Суперлига           | 2024/25          | 12   | 6    | 3     | 1     | 1         | 0         | 0         | 0         | 16    | 7     |
| Галатасарай →          | Итого               | Итого            | 12   | 6    | 3     | 1     | 1         | 0         | 0         | 0         | 16    | 7     |
| Всего за карьеру       | Всего за карьеру    | Всего за карьеру | 468  | 178  | 60    | 21    | 94        | 31        | 8         | 0         | 630   | 230   |

1. ↑  В графу «Кубки» входят игры и голы в национальных кубках, кубках лиги и суперкубках.
2. ↑  Остальные официальные матчи

### Матчи за сборную
| Матчи и голы Альваро Мораты за сборную Испании | Матчи и голы Альваро Мораты за сборную Испании | Матчи и голы Альваро Мораты за сборную Испании | Матчи и голы Альваро Мораты за сборную Испании | Матчи и голы Альваро Мораты за сборную Испании | Матчи и голы Альваро Мораты за сборную Испании |
| №                                              | Дата                                           | Соперник                                       | Счёт                                           | Голы Мораты                                    | Соревнование                                   |
| ---------------------------------------------- | ---------------------------------------------- | ---------------------------------------------- | ---------------------------------------------- | ---------------------------------------------- | ---------------------------------------------- |
| 1                                              | 15 ноября 2014                                 | Беларусь                                       | 3:0                                            | —                                              | Отборочные матчи ЧЕ-2016                       |
| 2                                              | 18 ноября 2014                                 | Германия                                       | 0:1                                            | —                                              | Товарищеский матч                              |
| 3                                              | 27 марта 2015                                  | Украина                                        | 1:0                                            | 1                                              | Отборочные матчи ЧЕ-2016                       |
| 4                                              | 31 марта 2015                                  | Нидерланды                                     | 0:2                                            | —                                              | Товарищеский матч                              |
| 5                                              | 14 июня 2015                                   | Беларусь                                       | 1:0                                            | —                                              | Отборочные матчи ЧЕ-2016                       |
| 6                                              | 9 октября 2015                                 | Люксембург                                     | 4:0                                            | —                                              | Отборочные матчи ЧЕ-2016                       |
| 7                                              | 24 марта 2016                                  | Италия                                         | 1:1                                            | —                                              | Товарищеский матч                              |
| 8                                              | 27 марта 2016                                  | Румыния                                        | 0:0                                            | —                                              | Товарищеский матч                              |
| 9                                              | 1 июня 2016                                    | Республика Корея                               | 6:1                                            | 2                                              | Товарищеский матч                              |
| 10                                             | 13 июня 2016                                   | Чехия                                          | 1:0                                            | —                                              | Финальные матчи ЧЕ-2016                        |
| 11                                             | 17 июня 2016                                   | Турция                                         | 3:0                                            | 2                                              | Финальные матчи ЧЕ-2016                        |
| 12                                             | 21 июня 2016                                   | Хорватия                                       | 1:2                                            | 1                                              | Финальные матчи ЧЕ-2016                        |
| 13                                             | 27 июня 2016                                   | Италия                                         | 0:2                                            | —                                              | Финальные матчи ЧЕ-2016                        |
| 14                                             | 1 сентября 2016                                | Бельгия                                        | 2:0                                            | —                                              | Товарищеский матч                              |
| 15                                             | 5 сентября 2016                                | Лихтенштейн                                    | 8:0                                            | 2                                              | Отборочные матчи ЧМ-2018                       |
| 16                                             | 6 октября 2016                                 | Италия                                         | 1:1                                            | —                                              | Отборочные матчи ЧМ-2018                       |
| 17                                             | 12 ноября 2016                                 | Македония                                      | 2:0                                            | —                                              | Отборочные матчи ЧМ-2018                       |
| 18                                             | 15 ноября 2016                                 | Англия                                         | 2:2                                            | —                                              | Товарищеский матч                              |
| 19                                             | 28 марта 2017                                  | Франция                                        | 2:0                                            | —                                              | Товарищеский матч                              |
| 20                                             | 7 июня 2017                                    | Колумбия                                       | 2:2                                            | 1                                              | Товарищеский матч                              |
| 21                                             | 2 сентября 2017                                | Италия                                         | 3:0                                            | 1                                              | Отборочные матчи ЧМ-2018                       |
| 22                                             | 5 сентября 2017                                | Лихтенштейн                                    | 8:0                                            | 2                                              | Отборочные матчи ЧМ-2018                       |
| 23                                             | 11 ноября 2017                                 | Коста-Рика                                     | 5:0                                            | 1                                              | Товарищеский матч                              |
| 24                                             | 11 октября 2018                                | Уэльс                                          | 4:1                                            | —                                              | Товарищеский матч                              |
| 25                                             | 15 октября 2018                                | Англия                                         | 2:3                                            | —                                              | Лига наций УЕФА 2018/2019                      |
| 26                                             | 15 ноября 2018                                 | Хорватия                                       | 2:3                                            | —                                              | Лига наций УЕФА 2018/2019                      |
| 27                                             | 18 ноября 2018                                 | Босния и Герцеговина                           | 1:0                                            | —                                              | Лига наций УЕФА 2018/2019                      |
| 28                                             | 23 марта 2019                                  | Норвегия                                       | 2:1                                            | —                                              | Отборочные матчи ЧЕ-2020                       |
| 29                                             | 26 марта 2019                                  | Мальта                                         | 2:0                                            | 2                                              | Отборочные матчи ЧЕ-2020                       |
| 30                                             | 7 июня 2019                                    | Фарерские острова                              | 4:1                                            | —                                              | Отборочные матчи ЧЕ-2020                       |
| 31                                             | 10 июня 2019                                   | Швеция                                         | 3:0                                            | 1                                              | Отборочные матчи ЧЕ-2020                       |
| 32                                             | 15 ноября 2019                                 | Мальта                                         | 7:0                                            | 1                                              | Отборочные матчи ЧЕ-2020                       |
| 33                                             | 18 ноября 2019                                 | Румыния                                        | 5:0                                            | —                                              | Отборочные матчи ЧЕ-2020                       |
| 34                                             | 11 ноября 2020                                 | Нидерланды                                     | 1:1                                            | —                                              | Товарищеский матч                              |
| 35                                             | 14 ноября 2020                                 | Швейцария                                      | 1:1                                            | —                                              | Лига наций УЕФА 2020/2021                      |
| 36                                             | 17 ноября 2020                                 | Германия                                       | 6:0                                            | 1                                              | Лига наций УЕФА 2020/2021                      |
| 37                                             | 25 марта 2021                                  | Греция                                         | 1:1                                            | 1                                              | Отборочные матчи ЧМ-2022                       |
| 38                                             | 31 марта 2021                                  | Косово                                         | 3:1                                            | —                                              | Отборочные матчи ЧМ-2022                       |
| 39                                             | 4 июня 2021                                    | Португалия                                     | 0:0                                            | —                                              | Товарищеский матч                              |
| 40                                             | 14 июня 2021                                   | Швеция                                         | 0:0                                            | —                                              | Финальные матчи ЧЕ-2020                        |
| 41                                             | 19 июня 2021                                   | Польша                                         | 1:1                                            | 1                                              | Финальные матчи ЧЕ-2020                        |
| 42                                             | 23 июня 2021                                   | Словакия                                       | 5:0                                            | —                                              | Финальные матчи ЧЕ-2020                        |
| 43                                             | 28 июня 2021                                   | Хорватия                                       | 5:3                                            | 1                                              | Финальные матчи ЧЕ-2020                        |
| 44                                             | 2 июля 2021                                    | Швейцария                                      | 1:1 (3:1 пен.)                                 | —                                              | Финальные матчи ЧЕ-2020                        |
| 45                                             | 6 июля 2021                                    | Италия                                         | 1:1 (2:4 пен.)                                 | 1                                              | Финальные матчи ЧЕ-2020                        |
| 46                                             | 2 сентября 2021                                | Швеция                                         | 1:2                                            | —                                              | Отборочные матчи ЧМ-2022                       |
| 47                                             | 8 сентября 2021                                | Косово                                         | 2:0                                            | —                                              | Отборочные матчи ЧМ-2022                       |
| 48                                             | 11 ноября 2021                                 | Греция                                         | 1:0                                            | —                                              | Отборочные матчи ЧМ-2022                       |
| 49                                             | 15 ноября 2021                                 | Швеция                                         | 1:0                                            | 1                                              | Отборочные матчи ЧМ-2022                       |
| 50                                             | 26 марта 2022                                  | Албания                                        | 2:1                                            | —                                              | Товарищеский матч                              |
| 51                                             | 29 марта 2022                                  | Исландия                                       | 5:0                                            | 2                                              | Товарищеский матч                              |
| 52                                             | 2 июня 2022                                    | Португалия                                     | 1:1                                            | 1                                              | Лига наций УЕФА 2022/2023                      |
| 53                                             | 5 июня 2022                                    | Чехия                                          | 2:2                                            | —                                              | Лига наций УЕФА 2022/2023                      |
| 54                                             | 9 июня 2022                                    | Швейцария                                      | 1:0                                            | —                                              | Лига наций УЕФА 2022/2023                      |
| 55                                             | 12 июня 2022                                   | Чехия                                          | 2:0                                            | —                                              | Лига наций УЕФА 2022/2023                      |
| 56                                             | 27 сентября 2022                               | Португалия                                     | 1:0                                            | 1                                              | Лига наций УЕФА 2022/2023                      |
| 57                                             | 23 ноября 2022                                 | Коста-Рика                                     | 7:0                                            | 1                                              | Финальные матчи ЧМ-2022                        |
| 58                                             | 27 ноября 2022                                 | Германия                                       | 1:1                                            | 1                                              | Финальные матчи ЧМ-2022                        |
| 59                                             | 1 декабря 2022                                 | Япония                                         | 1:2                                            | 1                                              | Финальные матчи ЧМ-2022                        |
| 60                                             | 6 декабря 2022                                 | Марокко                                        | 0:0 (0:3 пен.)                                 | —                                              | Финальные матчи ЧМ-2022                        |
| 61                                             | 25 марта 2023                                  | Норвегия                                       | 3:0                                            | —                                              | Отборочные матчи ЧЕ-2024                       |
| 62                                             | 15 июня 2023                                   | Италия                                         | 2:1                                            | —                                              | Лига наций УЕФА 2022/2023                      |
| 63                                             | 18 июня 2023                                   | Хорватия                                       | 0:0 (5:4 пен.)                                 | —                                              | Лига наций УЕФА 2022/2023. Финал               |
| 64                                             | 8 сентября 2023                                | Грузия                                         | 7:1                                            | 3                                              | Отборочные матчи ЧЕ-2024                       |
| 65                                             | 12 сентября 2023                               | Кипр                                           | 6:0                                            | —                                              | Отборочные матчи ЧЕ-2024                       |
| 66                                             | 12 октября 2023                                | Шотландия                                      | 2:0                                            | 1                                              | Отборочные матчи ЧЕ-2024                       |
| 67                                             | 15 октября 2023                                | Норвегия                                       | 1:0                                            | —                                              | Отборочные матчи ЧЕ-2024                       |
| 68                                             | 20 ноября 2023                                 | Грузия                                         | 3:1                                            | —                                              | Отборочные матчи ЧЕ-2024                       |
| 69                                             | 22 марта 2024                                  | Колумбия                                       | 0:1                                            | —                                              | Товарищеский матч                              |
| 70                                             | 26 марта 2024                                  | Бразилия                                       | 3:3                                            | —                                              | Товарищеский матч                              |
| 71                                             | 5 июня 2024                                    | Андорра                                        | 5:0                                            | —                                              | Товарищеский матч                              |
| 72                                             | 8 июня 2024                                    | Северная Ирландия                              | 5:1                                            | 1                                              | Товарищеский матч                              |
| 73                                             | 15 июня 2024                                   | Хорватия                                       | 3:0                                            | 1                                              | Финальные матчи ЧЕ-2024                        |
| 74                                             | 20 июня 2024                                   | Италия                                         | 1:0                                            | —                                              | Финальные матчи ЧЕ-2024                        |
| 75                                             | 24 июня 2024                                   | Албания                                        | 1:0                                            | —                                              | Финальные матчи ЧЕ-2024                        |
| 76                                             | 30 июня 2024                                   | Грузия                                         | 4:1                                            | —                                              | Финальные матчи ЧЕ-2024                        |
| 77                                             | 5 июля 2024                                    | Германия                                       | 2:1                                            | —                                              | Финальные матчи ЧЕ-2024                        |
| 78                                             | 9 июля 2024                                    | Франция                                        | 2:1                                            | —                                              | Финальные матчи ЧЕ-2024                        |
| 79                                             | 14 июля 2024                                   | Англия                                         | 2:1                                            | —                                              | Финальные матчи ЧЕ-2024                        |
| 80                                             | 12 октября 2024                                | Дания                                          | 1:0                                            | —                                              | Лига наций УЕФА 2024/2025                      |
| 81                                             | 15 октября 2024                                | Сербия                                         | 3:0                                            | 1                                              | Лига наций УЕФА 2024/2025                      |
| 82                                             | 15 ноября 2024                                 | Дания                                          | 2:1                                            | —                                              | Лига наций УЕФА 2024/2025                      |
| 83                                             | 18 ноября 2024                                 | Швейцария                                      | 3:2                                            | —                                              | Лига наций УЕФА 2024/2025                      |
| 84                                             | 20 марта 2025                                  | Нидерланды                                     | 2:2                                            | —                                              | Лига наций УЕФА 2024/2025                      |

Итого: 84 матча / 37 голов; 59 побед, 14 ничьих, 11 поражений.